# Megascops hoyi
Corujinha-dos-yungas ou corujinha-das-iungas (Megascops hoyi) é uma espécie de ave da família Strigidae.
Pode ser encontrada nos seguintes países: Argentina e Bolívia.
Os seus habitats naturais são: regiões subtropicais ou tropicais húmidas de alta altitude.